# Virtua Tennis: World Tour
Virtua Tennis: World Tour – trzecia gra komputerowa z serii Virtua Tennis wydana w 2005 roku przez firmę SEGA. Ta część serii jest dostępna na konsolę PSP.

## Opis gry
W grze znajdujemy największe gwiazdy światowego tenisa z Mariją Szarapową i Rogerem Federerem na czele. Innymi zawodnikami są m.in.: Andy Roddick, Lleyton Hewitt, Lindsay Davenport, Tim Henman, Juan Carlos Ferrero, Tommy Haas, Sébastien Grosjean, David Nalbandian, Daniela Hantuchová oraz Amélie Mauresmo. Mecze rozgrywane są, podobnie jak w rzeczywistości, na czterech typach nawierzchni: trawie, mączce ceglanej, twardej sztucznej nawierzchni pozwalającej rozgrywać szybkie pojedynki, oraz asfalcie.
Autorzy postarali się usprawnić w pewnym stopniu już i tak bardzo dobrą grafikę. Poprawie uległy także modele tenisistów oraz publiczność. Meczom towarzyszy klasyczna oprawa dźwiękowa – odgłosy widzów, sędziów, a także komentarze wygłaszane przez graczy.